# سواژوو
سواژوو (به لهستانی:  Swarzewo) یک روستا در لهستان است که در گمینا پوتسک واقع شده‌است. سواژوو ۹۸۸ نفر جمعیت دارد.